# 竹田王
竹田王（たけだおう、生年不詳 - 和銅8年3月15日（715年4月22日））は、飛鳥時代から奈良時代にかけての皇族。敏達天皇の曾孫で、百済王の子とする系図がある。官位は従四位上・刑部卿。

## 経歴
天武天皇10年（681年）天武天皇の命令により、川島皇子・忍壁皇子らとともに『帝紀』や上古諸事（『旧辞』）の校定に参画。天武天皇14年（685年）宮処王らと京や畿内に派遣されて武器を検閲した。持統天皇3年（689年）判事、和銅元年（708年）刑部卿を歴任する。和銅8年（715年）3月15日卒去。最終官位は散位従四位上。

## 官歴
『六国史』による。
- 天武天皇14年（685年）以降：浄広肆
- 持統天皇3年（689年）2月26日：判事
- 大宝元年（701年）以降：従四位上
- 和銅元年（708年）3月13日：刑部卿
- 和銅8年（715年） 3月15日：卒去（散位従四位上）